# 循环 (医学杂志)
循环（医学杂志）（英文名：Circulation）是由美国心脏协会及Lippincott Williams & Wilkins公司联合发行的医学期刊。该期刊发表心血管系统疾病相关的科研及临床文章，包括观察性研究、临床试验、流行病学研究、公共卫生研究等。

## 历史
1950年创刊，在1996至2004年间，该杂志的影响因子接近10。其影响因子在2012年达到了15.2，于该年位列心血管疾病杂志之首。 （页面存档备份，存于）